# 마장천
마장천(馬場川)은 서울특별시 성동구 하왕십리동 일대에서 발원하여 제2마장교 남쪽에서 청계천으로 흘러드는 하천이다. 이 하천은 1977년 전 구간이 복개가 완료되었다.